# Zartl-féle hajlítottbútor-gyár
A Zartl-féle hajlítottbútor-gyárat 1878-ban alapította Zartl István Alsóhámorban, hogy Thonet típusú bútorokat gyártson. A gyár 1914-ben leégett és megszűnt.

## Története

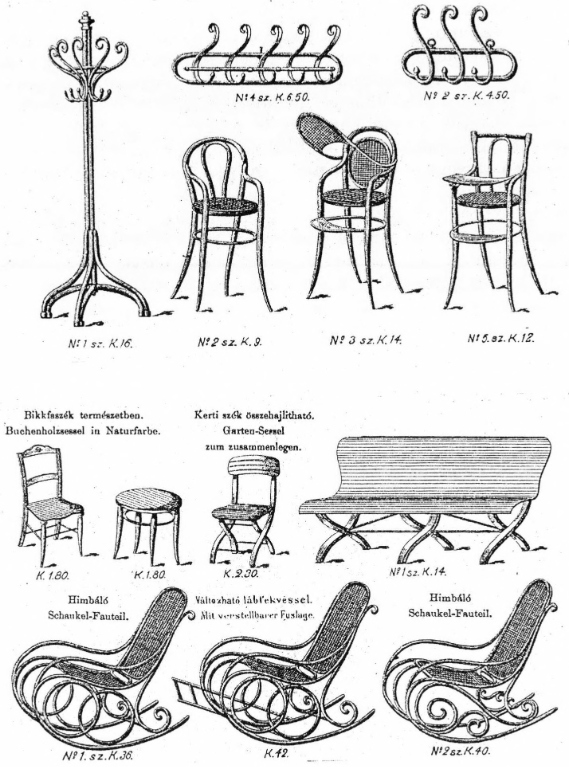
A gyár mintalapja

A Péterváradról származó Zartl István (1825–1916) asztalosmester, miután kitanulta az asztalos szakmát, illetve a hajlítottbútor-gyártást, 1861-ben Pesten alapított gyárat, amelyben – Magyarországon elsőként – Thonet típusú bútorokat gyártott. A hamarosan megjelenő hasonló üzemek, az erősödő piaci verseny miatt gazdaságosabb megoldást kellett keresnie. Így talált rá Alsóhámorra, ahol egyrészt a környező erdők tudták szolgáltatni a faanyagot és folyóvíz is rendelkezésre állt, másrészt akkoriban ürültek meg egy gyár épületei (a Fazola-féle vashámorok az 1860-as évtized vége felé beszüntették a termelésüket, mert Diósgyőr-Vasgyárba települtek át). Zartl bútorgyára 1878. november 1-jén kezdte meg működését.
A gyáralapító Zartl István 1884-ben átadta a tulajdonjogot és a vezetést gyermekeinek (tulajdonképpen ifjabb Zartl Istvánnak, mert négy testvére még kiskorú volt), a vállalat ezután „Zartl testvérek közkereseti társaság" címen működött. Az új tulajdonos bővítette a termékválasztékot kerti székekkel, lócákkal, asztalokkal, fotelekkel, szivardobozokkal stb. 1886-ban királyi szabadalmat kaptak a Monarchia területére egy általuk feltalált új kocsikerék készítésére. A munkáslétszám százon felül volt. A gyár termékei kitűnő minőségűek voltak, amelyek az 1888. évi brüsszeli világkiállításon aranyérmet nyertek, a millenniumi kiállításon pedig elismerő oklevelet kaptak. 1903-ban – ha viszonylag csekély mértékben is – sikerült betörni az osztrák piacra. A következő időszakban a tulajdonviszonyok többször is változtak, 1898-ban László és Béla, 1899-ben István és László vette át a céget, egyenlő jogokkal. A vállalat 1904-ben javítóműhelyt hozott létre Miskolcon, a Városház téren. A 20. század elején a gyár 60 LE-s turbinával dolgozott, és már parkettát és deszkát, sőt az országban egyedüliként, furnérozott széküléseket is előállított.
1909-ben István kilépett a cégből (már másodszor), kivette a vagyonrészét is, és öntödét alapított a Gömöri pályaudvar közelében, majd ezt eladva tésztagyárat hozott létre. A bútorgyár nehézségekkel küzdött, aminek egyik oka az erdőgondnoksággal kötött előnytelen szerződés, másrészt a magas szállítási díjak, valamint a Diósgyőri Vas- és Acélgyár munkaerő-elszívó hatása volt, ráadásul már Miskolcon is dolgozott több kisebb bútorüzem.
A gyár szárítókamrájában 1914. április 7-én tűz keletkezett, amit a munkások eloltottak, legalábbis úgy hitték, ám a lángok újra erőre kaptak, és a gyár másnap délre porrá égett. Mivel a tulajdonosok elmulasztották bejelenteni az időközbeni értéknövekedést, az 1878-ban megkötött biztosítás csak a kár töredékét fedezte, így az újjáépítés szóba sem jöhetett. László ezután bátyja tésztagyárában dolgozott. Az öreg Zartl István 93 éves korában elhunyt, sírja a hámori temetőben van.